# Marcelo Caetano
Marcelo das Neves Alves Caetano (Lisboa, 17 de agosto de 1906-Río de Janeiro, 26 de octubre de 1980) fue primer ministro de Portugal entre 1968 y 1974. Político, profesor e historiador portugués, con la Revolución de los Claveles que le derrocó se dio por terminada la etapa del Estado Nuevo.

## Biografía
Se licenció en derecho en la Universidad de Lisboa, y se doctoró en 1931. En esos años se dedica a la docencia y a la redacción de textos legales, presentando en 1934 el proyecto de Código Administrativo (que regula todos los aspectos de la administración municipal: el orgánico, el financiero, el personal y el contencioso), código que fue aprobado ese mismo año. En 1937 publica la primera edición de su Manual de derecho administrativo, que en vida de su autor conocería diez ediciones (la última en 1973), todas diferentes y mejoradas. Asimismo, presidió en 1939 la comisión que revisó el Código Administrativo y publicó uno nuevo.
Su carrera política comienza en 1940. Siempre ligado a los círculos políticos de la derecha, apoyó el régimen salazarista y ocupó cargos importantes en el Estado Nuevo como el de comisario nacional de Mocidade Portuguesa (Juventud Portuguesa), ministro de las Colonias, presidente de la Cámara Corporativa y ministro de la Presidencia hasta 1958, cuando una importante crisis política provocó su destitución por parte del autoproclamado primer ministro, el dictador António de Oliveira Salazar.
Tras haber jurado no volver a la vida política y habiendo pedido su exclusión del Consejo de Estado, del que era titular vitalicio (no explica en sus memorias por qué razón), en 1968, a raíz de la retirada de Oliveira Salazar, aquejado de graves problemas de salud que lo incapacitaban para tareas de gobierno, volvió al Consejo de Estado y acabó por ser nombrado presidente del Consejo de Ministros. Como sucesor de Salazar, mantuvo una política continuista con respecto a su antecesor, a pesar de haber adoptado el emblema "Evolución en la continuidad". Con la intención de distanciarse de la época anterior, llevó a cabo una serie de tibias reformas, como fue la disolución de la Policía Internacional y de Defensa del Estado (PIDE) y su sustitución por la Direcção-Geral de Segurança (DGS). El 25 de abril de 1974 es destituido por el ejército en el marco de la Revolución de los Claveles, que acabó con la dictadura en Portugal.
En pocas semanas los militares, tras trasladarle a Madeira donde estuvo pocos días, le permitieron junto a otros colaboradores trasladarse a Brasil. El hecho de que todo el proceso se realizara con secretismo y de espaldas tanto a los partidos como la opinión pública, generó suspicacias. Pronto empezó a trabajar como catedrático universitario y pocos meses después escribió Testimonio, donde defiende su obra y señala a los que consideraba responsables de su caída.
Posteriormente sentenció:

Sin las posesiones de Ultramar estamos reducidos a la pobreza, o sea, a la caridad de las naciones más ricas, por lo que es ridículo seguir hablando de independencia nacional. Para una nación que estaba en vísperas de transformarse en una pequeña Suiza, la revolución fue el principio del fin. Nos quedan el sol, el turismo, la pobreza crónica, la emigración en masa, y las divisas de la emigración, pero solo en tanto que duren.
Las materias primas las tendremos ahora que comprar a las potencias que se apoderaron de ellas, al precio que los magnánimos vendedores tengan a bien establecer.
Tal es el precio que los portugueses tendrán que pagar por sus ilusiones de libertad.
Marcello Caetano

Murió de un infarto en el año 1980 en Río de Janeiro, su cuerpo está enterrado en el Cementerio de São João Batista, Botafogo, manifestando su deseo de no regresar jamás a Portugal. El Gobierno portugués le había retirado todo derecho a jubilación como catedrático de la Universidad de Lisboa y le había prohibido entrar en su territorio.

## Carrera universitaria
Sus méritos de intelectual y profesor de Derecho no deben ser oscurecidos por su participación en el régimen dictatorial. Fue el creador del moderno derecho administrativo portugués, cuya disciplina sistematizó y ordenó; influyó a varias generaciones de juristas y también de gobernantes. Fue profesor de Derecho Constitucional y también aquí dejó la misma influencia a los venideros (se estudiaron, por primera vez desde un punto de vista jurídico y sistemático, los problemas de los fines y funciones del Estado, de la legitimidad de los gobernantes, de los sistemas de gobierno, etc.). Fue también un historiador del derecho de méritos poco igualados, especialmente de la Edad Media portuguesa; sus estudios sobre las Cortes de 1254 y 1385 continúan siendo referencia. Además, su pasatiempo de historiador se revela en cada manual de las disciplinas dogmáticas en que son constantes las referencias históricas y eruditas sobre cada asunto. Murió poco tiempo antes de ser publicado el primer y único volumen de su Historia del derecho portugués (que abarca desde antes de la fundación de la nacionalidad hasta el final del reinado de Juan II de Portugal, en 1495).